# Жукатау (селище)
Жукатау (рос. Жукатау) — селище в Саткинському районі Челябінської області Російської Федерації.
Населення становить 391 особу (2017). Входить до складу муніципального утворення Бердяуське сільське поселення.

## Історія
Згідно із законом від 17 листопада 2004 року органом місцевого самоврядування є Бердяуське сільське поселення .

## Населення
| 2002 | 2010 | 2011 | 2012 | 2013 | 2014 | 2015 |
| ---- | ---- | ---- | ---- | ---- | ---- | ---- |
| 526  | ↘480 | ↗481 | ↘479 | ↘473 | ↘463 | ↘455 |
| 2016 | 2017 |      |      |      |      |      |
| ↘410 | ↘391 |      |      |      |      |      |